# Wrocikowo
Wrocikowo [vrɔt͡ɕiˈkɔvɔ] (tiếng Đức: Robertshof)  là một ngôi làng thuộc khu hành chính của Gmina Barczewo, thuộc huyện Olsztyński, Warmińsko-Mazurskie, ở miền bắc Ba Lan. Nó nằm khoảng 2 kilômét (1 mi) phía tây Barczewo và 12 km (7 mi) về phía đông bắc của thủ đô khu vực Olsztyn.
Ngôi làng có dân số là 244 người.